# Kyrkostaten
Kyrkostaten (latin: Patrimonium Petri; italienska: Stato della Chiesa, även Stato pontificio eller Stato romano) var den världsliga stat som påven styrde över från 752 till 1870. Kyrkostatens territorium sträckte sig när det var som störst över vad som idag är mellersta Italien, från Tyrrenska havet i sydväst, till Adriatiska havet i nordöst, och var begränsat av Lombardiet i norr, av Modena och Toscana i väst och i sydöst av Kungariket Neapel. Kyrkostaten hade komplicerade relationer till Tysk-romerska riket, där maktkamper mellan kejsare och påve ständigt gjorde sig gällande. Från omkring 900-talet var dock Kyrkostaten självständig. Den heliga stolen hade ingen egen erkänd stat från 1870 fram till 1929, då Vatikanstaten erkändes.
Ibland avses med benämningen Kyrkostaten de så kallade "patrimonierna", påvens egendomar.

## Geografi
Kyrkostaten var en självständig stat, som styrdes av påven och till 1859 sträckte sig som ett bälte över mellersta Italien. Det omfattade då 41 407 km² med 3 126 263 invånare (1857). Till Kyrkostaten hörde vidare enklaverna Benevento och Pontecorvo i Neapel samt, till 1791, Avignon och Comtat Venaissin i södra Frankrike. Vid kungariket Italiens upprättande 1861 minskades Kyrkostaten till ett område vid Tyrrenska havet med en area av 11 790 km² och 729 859 invånare (1869). 1870 införlivades även denna återstod med Kungariket Italien.

## Historia

### Kyrkostatens ursprung

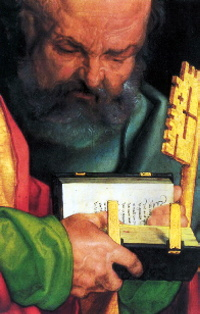
Petrus med nycklarna, detalj från Die vier Apostel av Albrecht Dürer (1526).

Romarriket hade grundats på två föreställningar: kejsarens gudomlighet och att Rom skulle existera i evighet. När Rom föll för den västgotiske kung Alarik I på 400-talet rasade dessa föreställningar. På 300-talet växte kristendomen upp från en liten rörelse till en statsreligion i staten. Den hade enligt traditionen kommit dit med aposteln Petrus som Romersk-katolska kyrkan ser som sin grundare och som Kristi rättmätige efterföljare. För den romerska grenen av Kyrkan blev alltså Rom och inte Jerusalem religionens centrum. Därav kommer det latinska namnet på Kyrkostaten, Patrimonium Sancti Petri, vilket betecknar de egendomar och de landområden som tillhör Sankt Petrus. 
Hos Paulus framträder tankar, särskilt i Romarbrevet, om att ingen överhöghet är överställd Gud. Detta ledde till en ambivalens i den tidiga kyrkan om hur församlingen skulle förhålla sig till den världsliga makten och dess lagar. Under den tiden framrädde kyrkoläraren Augustinus (354–430) med sitt verk De civitate Dei (Om Gudsstaten) i vilken han förfäktar idén att från Rom skulle världens frälsning utgå.
692 försökte kejsare Justinianus II förflytta påvestolen till Konstantinopel, men misslyckades; genom att Rom hamnade under bysantinskt styre kom emellertid påven att personifiera drömmen om Roms återvunna självständighet. Efter sju orientaliska påvar tillträdde romaren Gregorius II som påve 712. Romerska kyrkan och den östliga kristendomen började under samma tid gå skilda vägar, och katolikerna bildade en förening med karolingerna som senare skulle utgöra grunden för Tysk-romerska riket, vilket enligt många historiker utgör grunden till den västliga civilisationen.

### Statens grundande

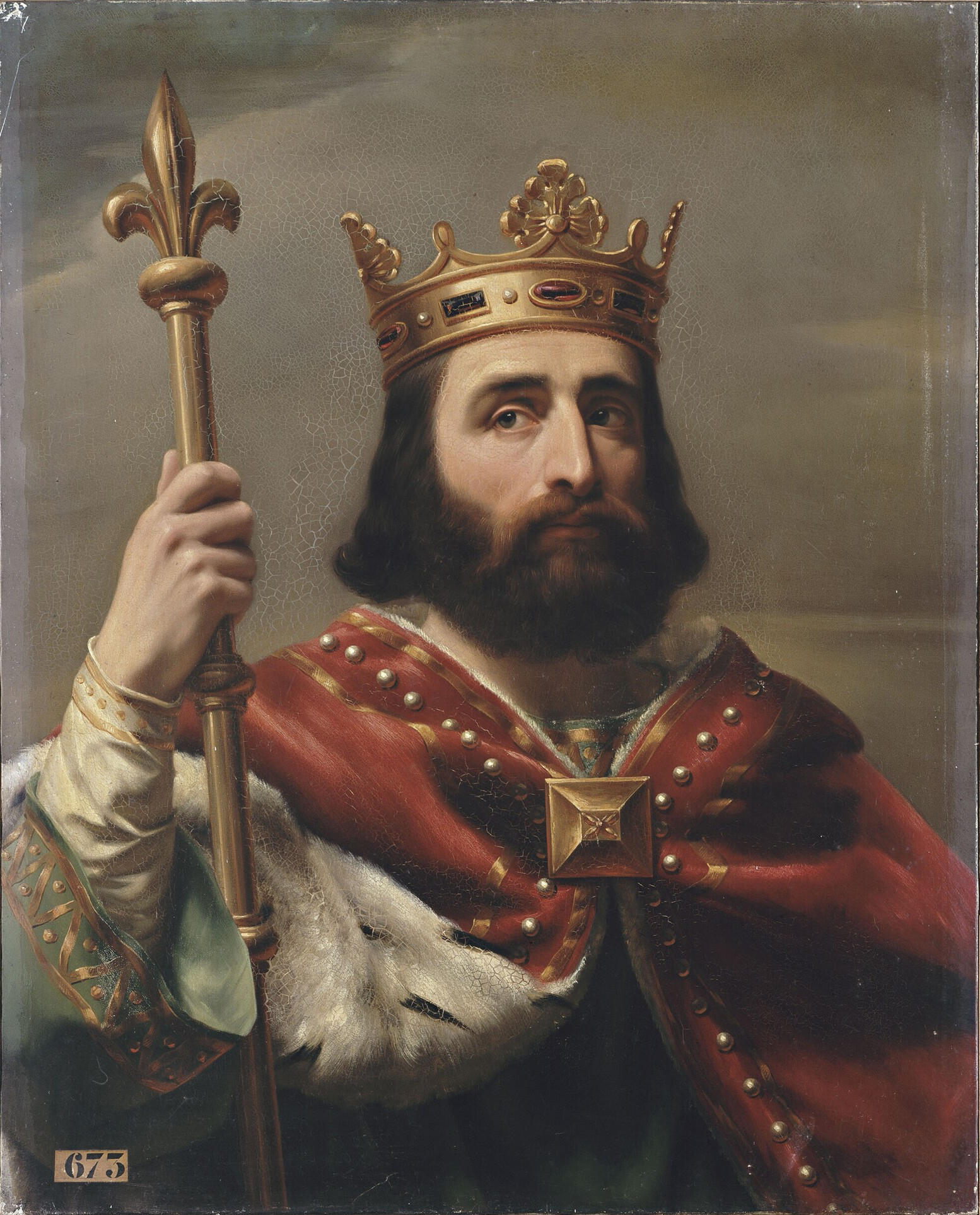
Pippin den lille.

Som grundläggare av påvens världsliga makt framställdes under medeltiden felaktigt Konstantin den store på grund av ett förfalskat donationsbrev, sannolikt från 700-talets andra hälft. Emellertid förvärvade romerska kyrkan efter hand en betydande enskild jordegendom, och under påve Gregorius I (590–604) ägde den vidsträckta gods i Italiens skilda delar och även utom dess gränser. Samtidigt intog påven också politiskt en inflytelserik ställning i Italien. Framför allt gällde detta själva Rom med omnejd, hertigdömet Rom ("dukatet Rom"), som jämte andra delar av Italien lydde under östromerske kejsaren, men i mitten av 700-talet hotades av langobardernas angrepp.
Påven Stefan II (752–757) begärde då bistånd av frankernas konung Pippin den lille, som med hans företrädare Sakarias biträde 751 fråntagit den siste merovingiske konungen frankiska kronan. Av Stefan utnämndes nu Pippin till Patricius romanorum, och å sin sida tillförsäkrade denne påven myndighet över vissa områden som återerövrats från langobarderna, och tidigare varit bysantinska områden (754 och 756), nämligen Exarkatet, söder om Pos nedersta lopp, med det viktiga Ravenna, och Pentapolis (Rimini, Pesaro, Fano, Senigallia och Ancona, som dock inte kom i påvens hand vid detta tillfälle).
Genom denna Pippins donation kan Kyrkostaten anses grundlagd; påvens maktområde omfattade även dukatet Rom och ökades snart ytterligare med Faenza och Ferrara. De bysantinska makthavarna opponerade sig emot den nya alliansen och självständigheten, men pontifikatet svarade med att Bysans hade misslyckats med att uppfylla sina plikter i form av beskydd mot främmande makter, varmed dess suveränitet och jurisdiktion i området var upphävda enligt rättsliga principer.

### Frankisk-romersk allians
Vid langobardiska rikets fall förnyade Karl den store i Rom påsken 774 i bestämdare form Pippins avgivna löfte i Quiercy 754 att försvara romerska kyrkan och hävda dess rättigheter, varefter han påsken 781 likaledes i Rom bekräftade och ökade faderns donation till romerska stolen.
Härigenom blev dock inte påvarna självständiga furstar, fastän påvarna Stefan II och Hadrianus I (772–795) strävade därefter, liksom de också utan varaktig framgång sökte nya landförvärv (Spoleto med mera). Vad Pippin och Karl den store gav var frankiske konungens särskilda skydd och en viss självstyrelse, i dukatet Rom utvecklad redan under den föregående bysantinska tiden. Rom liksom Ravenna kvarstod till en tid formellt under östromersk överhöghet (till omkring 774 eller 781) och övergick från denna omedelbart under frankisk (enligt annan åsikt dock först 795–800 under påve Leo III). Från sin kejsarkröning 25 december 800 hävdade Karl den store fullt ut en suveräns rättigheter i Rom: han mottog trohetsed av romerska folket och påven, slog mynt och utövade högsta domsmakten. Kyrkostaten skulle av den anledningen senare ingå i Heliga romerska riket av tysk nation, om än förhållandena mellan den andliga och den världsliga makten skulle ta sig uttryck i konflikter.
Vid karolingiska husets förfall och saracenernas angrepp vann påvarna större självständighet, särskilt Nicolaus I (858–867); från slutet av 800-talet förföll även påvemakten under adelsätternas fejder, och makten i Rom tillföll under 900-talets förra del två kvinnor, Teodora och hennes dotter Marozia, samt den senares son Alberic II av Spoleto (död 954). 955 valdes Alberics sjuttonårige son till påve, med namnet Johannes XII, och i honom kombinerades för första gången den världsliga och den andliga makten i en person.

### Självständighet
Påve Johannes XII nödgades dock söka militärt bistånd för att försvara sina territorier, och då steg Otto I fram. Efter dennes kejsarkröning 962, återupprättade denne förste tysk-romerske kejsare påvedömet med Diploma Ottonianum, men gjorde också kejsarens överhöghet återigen gällande; han förnyade också de karolingiska donationerna, som dock inte kom påvarna till godo i hela sitt omfång; fastmer övergick Exarkatet till ärkebiskoparna av Ravenna. I mitten av 1000-talet var påvarnas världsliga makt inskränkt till Rom och omnejd.
Påve Leo IX förvärvade emellertid 1051–1052 Benevento, och Nikolaus II (1058–1061) lade grunden till påvestolens länshöghet över konungariket Sicilien genom sina förbindelser med de normandiske furstarna Robert Guiscard och Rikard. Markgrevinnan Matilda av Toscana testamenterade sina vidsträckta besittningar till påvestolen, som dock av kejsar Henrik V vid hennes död 1115 indrogs till kronan och förblev föremål för tvist mellan påvar och kejsare, vid sidan av investiturstriden, även sedan freden i Venezia 1177 erkänt påvens välde över det egentliga Patrimonium Sancti Petri (mellan Acquapendente och Ceperano).

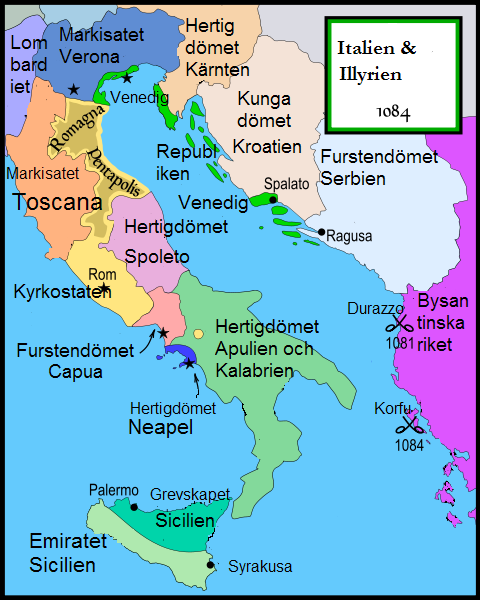
Kyrkostaten, markerad i gult, år 1084

Efter kejsar Henrik VI:s död 1197 begagnade sig påve Innocentius III av den tyska tronstriden för att återställa Kyrkostaten som hotades av upplösning: kejsar Otto IV erkände 1201 och 1209 som Patrimonium Sancti Petri påvligt område (i norr till Radicofanti i Toscana), Exarkatet, Pentapolis, Ancona, hertigdömet Spoleto, grevskapet Bertinoro och Matildiska arvet. Den följande striden mellan påvedömet och de sista Hohenstauferna slutade med det förras seger (1266–1268); kejsar Rudolf av Habsburg erkände som tysk konung påvens självständighet (1274) varmed stora interregnum fick sitt slut.
Under återstoden av medeltiden skulle emellertid motsättningen mellan den världsliga makten med dess rättssystem, och Gudsstaten och Guds lag fortgå, och skulle komma att dela skolastikerna i två läger, med Marsilius från Padua å den världsliga maktens sida, och Thomas av Aquino å den teokratiska. När Dante skrev sin Monarchia till den världsliga maktens försvar var frågan ännu så kontroversiell att boken förbjöds, och likaså den senare Niccolò Machiavelli med dennes Fursten tog parti för republiken som statsskick. I samband med detta, under renässansen och upplysningen, sekulariserades vetenskapen, varigenom kristendomen förlorade en del av sin makt till universiteten, och därmed minskade stödet från de lärde i samhället.

### Relation till Tysk-romerska riket

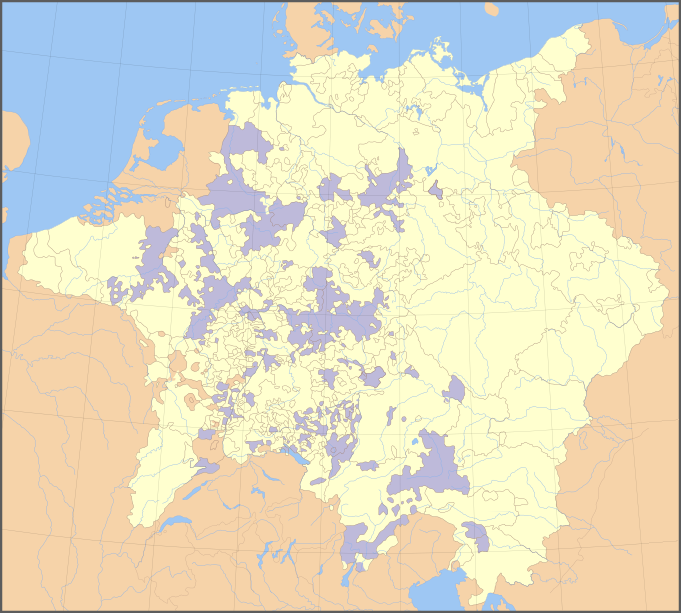
Ecklesiastiska territorier i Centraleuropa 1648

Tysk–romerska riket var ett imperium som bestod av hertigdömen och furstendömen vilka regerades av en kejsare; denne var tvungen att erkännas och bli krönt i Rom av påven till Kung av Rom. Bortsett från territorierna i nuvarande Italien och Frankrike, ägde Kyrkan dessutom mycket mark i Centraleuropa, över vilket påvligt tillsatta biskopar styrde som furstbiskopar, med både världslig och andlig makt över sina jurisdiktioner. Sådana områden var till exempel Köln, Trier och Mainz.

### Påvarnas babyloniska fångenskap

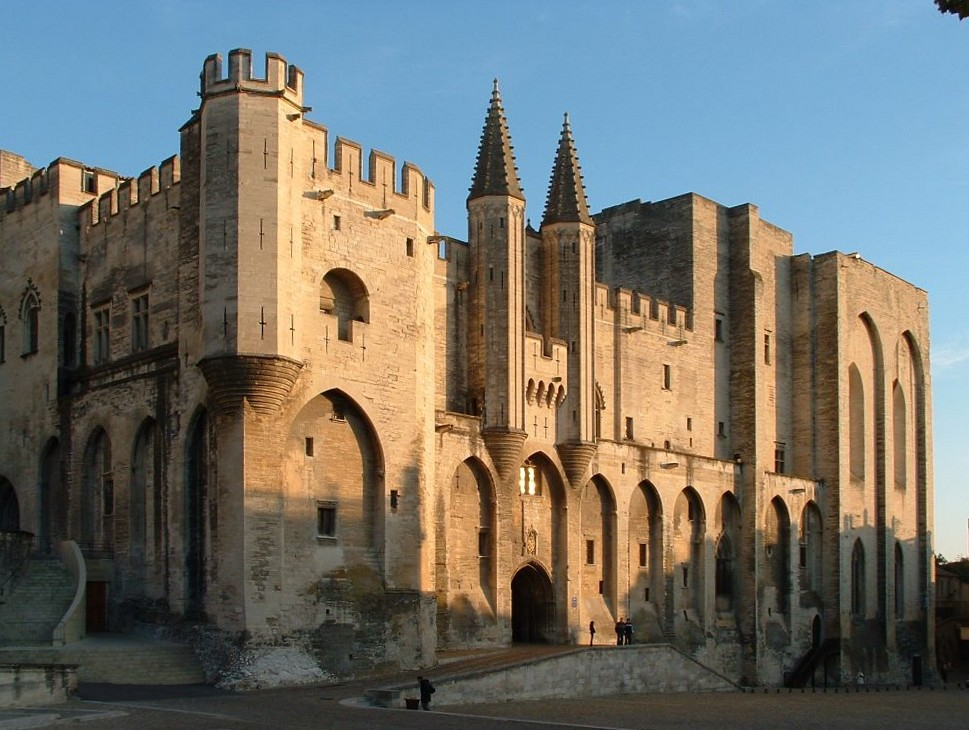
Påvarnas palats i Avignon

Kyrkostaten var 1274 fullständigt oberoende av tysk-romerska riket och tillika mellersta Italiens största stat; men påvarnas välde inom Kyrkostatens gränser var därmed ingalunda tryggat. De flesta städerna var nästan enbart nominellt underdåniga och behärskades i verkligheten av adliga herrar eller styrde sig själva som republiker. Ytterligare försvagades påvarnas makt, sedan de 1305 tagit sin bostad i Frankrike, där de sedan 1273 ägde Venaissin och 1348 genom köp förvärvade kurians nya säte, Avignon. I själva Rom kämpade inbördes adelsätterna (Colonna, Orsini, Frangipane m.fl.), och Cola di Rienzo gjorde 1347 ett försök att återställa den gamla romerska republiken. Kort därefter lyckades väl den spanske kardinalen Gil Álvarez de Albornoz att för en tid upprätta påvens makt i Kyrkostaten (1353–1367); från honom stammar även en lagbok, de så kallade Constitutiones Aegidiance (1357); men hans övriga verk ägde inte länge bestånd. Visserligen återvände påve Gregorius XI till Rom 1377, men redan 1378 utbröt den stora schismen, som åter skakade påvestolens världsliga makt, på samma gång som den skadade dess andliga anseende.

### Åter i Rom

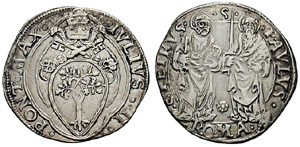
Påve Julius II:s mynt

1408 erövrades Kyrkostaten av kung Ladislaus av Neapel, som dock fördrevs från Rom följande år. Långvariga strider följde, och först Martin V, som 1417 valdes till påve på konciliet i Konstanz och 1420 höll sitt intåg i Rom, lyckades återställa kyrkans enhet och påvestaten, som dock även nu bara till namnet bildade en enhet. Påve Paul II (1464–1471) uppträdde med kraft mot småtyrannerna, men ogynnsamt verkade från 1470-talet påvarna Sixtus IV:s och Alexander VI:s nepotism. Det furstendöme, som Alexanders son Cesare Borgia sedan 1499 bildat i Romagna, indrogs emellertid 1504 till påvestolen av Julius II (1503–1513).
Därmed började denne ett med krigisk iver och diplomatisk skicklighet lyckligt fullföljt återuppbyggande av Kyrkostaten: 1506 kuvade han Perugia, erövrade samma år Bologna, återvann 1510 Ravenna från Republiken Venedig, vars makt han brutit i förbund med Frankrike, och införlivade Modena och Reggio nell'Emilia 1510, Parma och Piacenza 1512, med Kyrkostaten. Dock sattes dessa erövringar åter i fara genom de mediceiske påvarna Leo X:s och Klemens VII:s vacklande politik och tillslutning till Frankrike under konung Frans I:s krig med kejsarna Maximilian och Karl V: 1527 återtogs Modena och Reggio av hertig Alfons I Este i Ferrara. Parma och Piacenza åter tilldelades 1545 påve Paul III:s son Pier Luigi Farnese som påvligt län och stannade hos hans ätt.
Romagna och Ravenna förblev däremot nu under påvens eget välde. Ancona och Perugia kuvades av Clemens VII och Paulus III; slutligen införlivades 1598 Ferrara (men inte Modena) och 1626 Urbino med Kyrkostaten, då huvudlinjen av huset Este och ätten Rovere utslocknade. Det spanska väldet i Italien medförde tryggade gränser och yttre lugn.

### Gyllene ålder
Kyrkostaten ägde bördiga landskap, där handel och näringar blomstrade, och Rom framstod som de konsternas medelpunkt; men praktbyggnaderna där, hovet, förvaltningen och politiken krävde också stora utgifter, som delvis täcktes genom lån, delvis även genom försäljning av ämbeten i mängd; skattetrycket var omkring 1600 hårdare än på andra platser i Italien.
Påve Sixtus V:s regering (1585–1590) utmärkte sig genom utrotande av banditer och genom reformer i centralregeringen: fasta kardinalkongregationer fick biträda inom styrelsens olika grenar; och Sixtus efterlämnade en statsskatt om mer än 4 miljoner scudi. Påve Urban VIII (1623–1644) offrade dryga kostnader på fästningar och här i förhoppning att under trettioåriga kriget kunna göra sig oberoende av habsburgska huset. Skadligt verkade alltjämt nepotväsendet, i det påvarnas fränder riktade sig på statens bekostnad: så bland annat släkterna Borghese och Barberini. En brytning inträdde först genom påve Innocentius XI (1676–1689), som genom sparsamhet och avhållsamhet från nepotism åter bringade ordning i finanserna.

### Kyrkostatens legitimitet ifrågasätts
Under 1700-talets upplysningstid minskade liksom påvarnas andliga välde även Kyrkostatens politiska betydelse. Påve Clemens XIII (1758–1769) mottog där de från bourbonernas länder (Kungariket Frankrike, Kungariket Spanien, Kungariket Neapel och Hertigdömet Parma) fördrivna jesuiterna, men detta kostade honom Avignon och Venaissin, som besattes av fransmännen, samt Benevento och Pontecorvo, som intogs av neapolitanerna (1768) – områden, som dock återställdes till påve Clemens XIV (1769–1774), sedan denne 1773 upphävt jesuitorden.
Franska revolutionen satte Kyrkostatens själva existens på spel. Redan 1791 införlivades Avignon och Venaissin med Frankrike. 1796 besatte Bonaparte Bologna och Ferrara, och vid freden i Tolentino (19 februari 1797) tvang han påve Pius VI (1775–1799) att även avträda Romagna; dessa områden, de så kallade legationerna, införlivades med den nya Cisalpinska republiken.
Ett republikanskt försök till resning i Rom, varvid franske generalen Mathurin-Léonard Duphot omkom (29 december 1797), gav anledning till franska truppers ankomst under Louis Alexandre Berthier (februari 1798) och utropande av Romerska republiken (15 februari), som dock störtades av andra koalitionens segrar. Påve Pius VII (1800–1823) tryggade tills vidare sin ställning och Kyrkostatens bestånd (utom legationerna) genom konkordatet med Frankrike 15 juli 1801.

### Napoleonkrigen
I oktober 1805 lät dock kejsar Napoleon I besätta Ancona, 1806 flera kuststäder och områden; 2 februari 1808 inryckte general François Miollis i Rom; 2 april samma år införlivades provinserna Ancona, Urbino, Camerino och Macerata i dåvarande Kungariket Italien, 17 maj 1809 i franska kejsarriket den återstående västra delen av Kyrkostaten och 17 februari 1810 själva Rom, som 1809 förklarats för omedelbar kejserlig stad. Påven själv fördes fången till Savona och Fontainebleau, där han 25 januari 1813 genom ett nytt konkordat avstod sin världsliga makt. Detta medgivande återkallades dock snart (24 mars), och efter Napoleons nederlag kunde Pius VII 24 maj 1814 åter dra in i Rom.

### Wienkongressen
Wienkongressen återställde Kyrkostaten i dess gamla omfång, frånsett Avignon och Venaissin, som stannade hos Frankrike, och en landsträcka norr om Po, som tilldelades Österrike. Genast återinfördes också den gamla präststyrelsen; de franska reformerna avskaffades, särskilt återställdes de upphävda klostren, och alla liberala och nationella strömningar bekämpades strängt. Dock gav statssekreteraren kardinal Ercole Consalvi Kyrkostaten en bättre ordnad förvaltning (motu proprio 6 juli 1816) och sökte även upphjälpa finanserna. Uppror i Romagna 1831 och 1832 under Gregorius XVI (1831–1846) kuvades med österrikiska trupper, som stannade i Bologna till 1838, medan fransmännen besatte Ancona.

### Reformer i statsförvaltningen

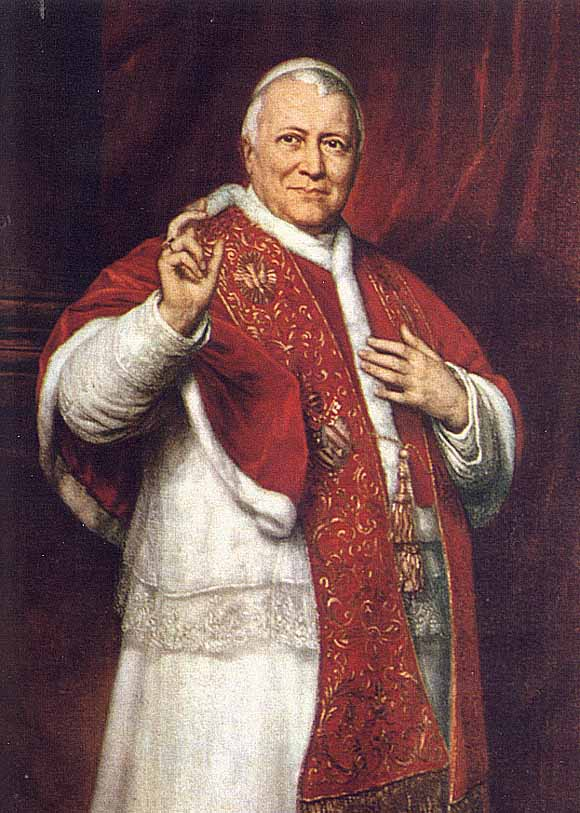
Pius IX.

Med påve Pius IX (1846–1878) kom till en början en ny anda i styrelsen. En vidsträckt politisk amnesti beviljades, censuren mildrades, ett borgargarde upprättades, och kommunalstyrelsen förbättrades. 15 november 1847 sammanträdde en rådgivande statskonsultat av män från skilda provinser, och ett ministerråd inrättades i juni och ordnades närmare i december. Efter februarirevolutionen i Paris 1848 fick reformsträvandena ökad styrka: 14 mars utfärdades en konstitutionell författning, med två kamrar, en tillsatt av regeringen och en folkvald, dock med vetorätt mot lagförslag för kardinalkollegiet.

### Nationalismen sprids i Italien
Påvliga trupper drog till och med till Karl Alberts av Sardinien hjälp mot Österrike; men efter deras kapitulation vid Vicenza 11 juni 1848 och Karl Alberts nederlag övergav Pius IX fullständigt Italiens sak. I Rom växte jäsningen, Pius förste minister Pellegrino Rossi, som sökte upprätthålla ordningen och författningen, mördades 15 november, och 24 november flydde påven själv till Gaeta. En konstituerande nationalförsamling utropade 9 februari 1849 Romerska republiken som grundval för ett fritt och enigt Italien; ledare inom ett i mars tillsatt regeringstriumvirat blev Mazzini.
Påven anropade emellertid de katolska makternas bistånd; Spanien, Österrike och Neapel sände trupper till Kyrkostaten, och en fransk kår under Nicolas Oudinot landade 24 april i Civita Vecchia och erövrade trots Garibaldis motstånd 3 juli själva Rom. I dessa städer stannade franska trupper, i Bologna och Ancona österrikare.
12 april 1850 återvände Pius IX till Vatikanen. Ledare av hans världsliga regering blev nu statssekreteraren kardinal Giacomo Antonelli (död 1876). Med de liberale hölls sträng räfst, men efter påtryckning från franska regeringen företogos dock 1849–1851 vissa förbättringar i statsstyrelsen: statssekreteraren ställdes i spetsen för en konselj av 5 av honom valda fackministrar av andliga ståndet, erhöll myndighet att å påvens vägnar underteckna alla statshandlingar och blev ordförande i ett av påven utnämnt statsråd.
För finansärenden infördes 1850 en särskild statskonsulat, vars medlemmar likaledes tillsattes av påven, de flesta på förslag från provinsråden. För lokalförvaltningen indelades Kyrkostaten 1859 i fem huvuddelar: Rom med område och de fyra legationerna Romagna, Marche, Umbrien och Campagna-Maritima, som styrdes av kardinaler och själva sönderföll i 20 delegationer, förvaltade av prelater. En viss självstyrelse skulle äga rum genom kommunal- och provinsråd, på vilkas val dock regeringen ägde övervägande inflytande. Icke dess mindre led Kyrkostatens styrelse fortfarande av brister i försvaret, medan påven, frånsett främmande makters stöd, vid fara förfogade över endast värvade utländska trupper (tidigare mest schweizare; se Schweizergardet).

### Början till slutet
Frankrikes och Kungariket Sardiniens krig mot Österrike 1859 var för Kyrkostaten början till slutet. Romagna bildade tillsammans med Parma och Modena under Farinis diktatur det nya landskapet Emilien (8 december), som efter folkomröstning införlivades i kungariket Sardinien 18 mars 1860. Då Napoleon III:s bemödande att rädda Kyrkostaten genom att förmå påven till eftergivenhet misslyckades och Garibaldi tagit Sicilien och Neapel, inryckte en sardinsk här med Napoleons bifall i Marche och Umbrien och under Enrico Cialdini slog de den påvliga hären under general Lamoriciére vid Castelfidardo 18 september. Umbrien och Marche införlivades nu efter folkomröstning i december med Sardinien; påven behöll endast det så kallade Patrimonium Petri, som skyddades av en fransk styrka.

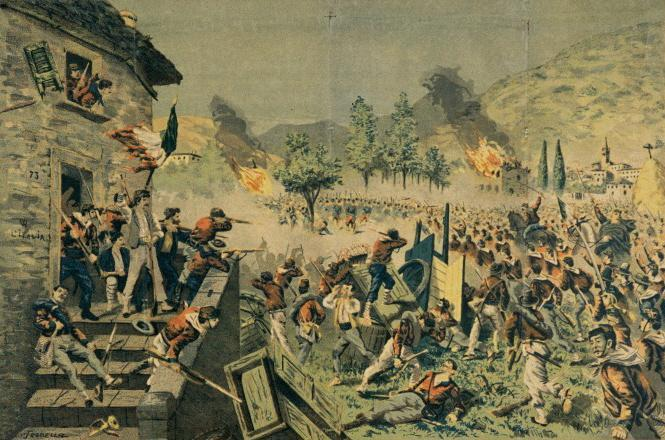
Slaget i Mentana 1867, litografi av T. Rodella

Ett försök av Garibaldi att ta även Rom omintetgjordes vid Aspromonte i Kalabrien av Viktor Emanuel II:s egna trupper (29 augusti 1862), och enligt en konvention med Frankrike 15 september 1864 förlade det nya kungariket Italien sin huvudstad till Florens, varemot den franska kåren i slutet av 1866 lämnade Kyrkostaten. Den återvände dock redan 1867 till följd av ett nytt angrepp av Garibaldi, som 3 november vid slaget i Mentana tillbakaslogs av påvliga och franska trupper och avväpnade de italienska. En fransk skyddsstyrka stannade nu i Rom till augusti 1870, då den hemkallades efter Frankrikes första motgångar i kriget med Tyskland.

### Italien enas under kungen 1870

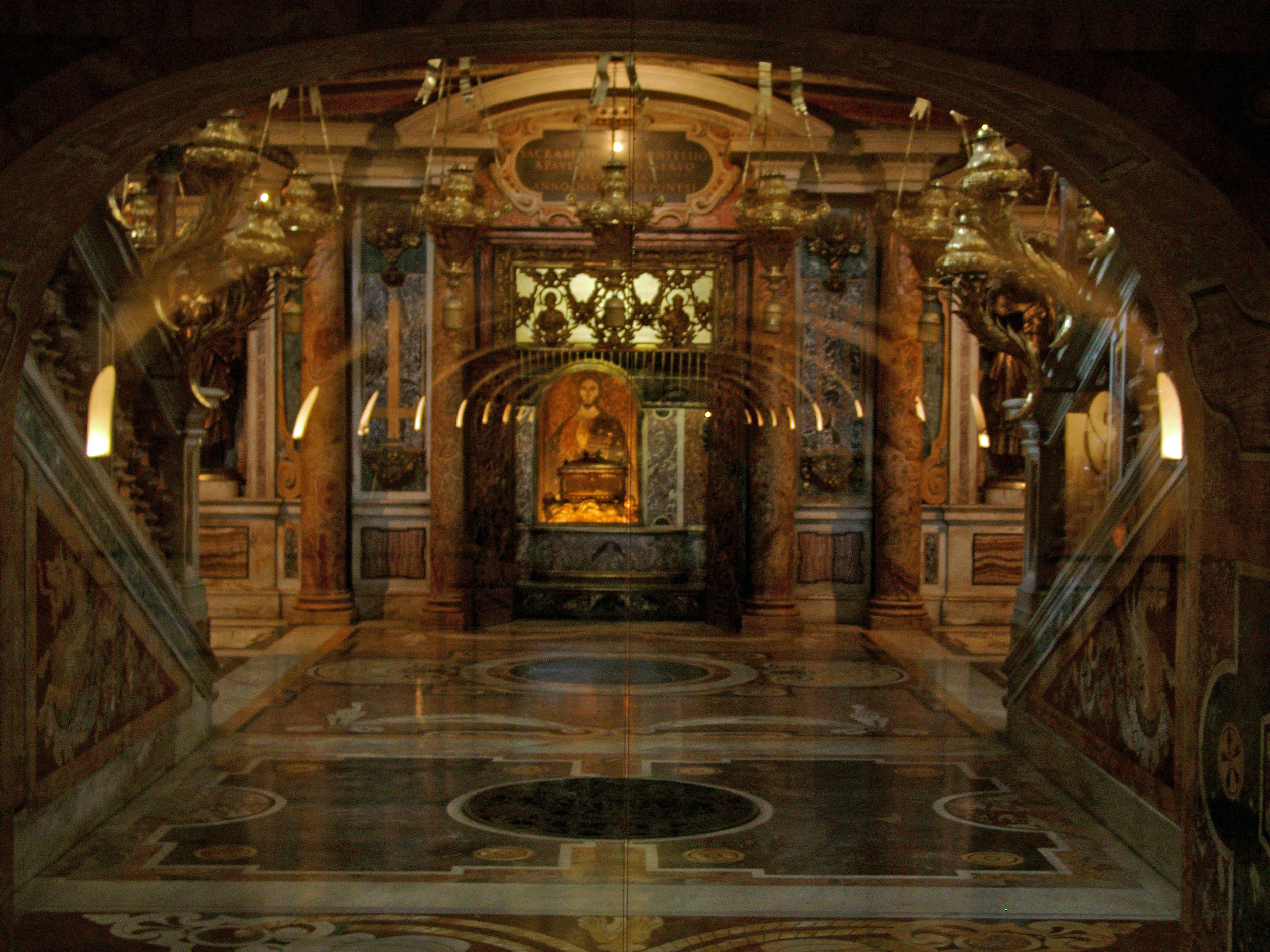
Petrus grav, Grotte Vaticane under Peterskyrkan.

Efter napoleonska kejsardömets fall den 4 september 1870 fann Italiens konung tiden inne att fullborda Italiens enhetsverk: 11 september ryckte italienska trupper in i Kyrkostaten och tågade 20 september in i Rom, sedan bräsch skjutits i muren vid Porta Pia. Den påvlige generalen Kanzlers motstånd avsåg bara att visa, att påven gav vika endast på grund av våldet. En folkomröstning 2 oktober utföll med 133 681 röster mot 1 507 för Kyrkostatens införlivande i kungariket Italien. Genom kungligt dekret 6 oktober upphörde Kyrkostaten, och skulle inte återupprättas förrän Vatikanstaten erkändes 1929 med Lateranfördraget. 
Påve Pius IX, som avvisade varje förlikning med dekretet (non possumus, "vi kunna icke"), behöll med suveräna rättigheter endast palatsen Vatikanen och Lateranen samt Villa Castel Gandolfo (se garantilagen). Pius IX utgav redan 29 februari 1868 dekretet Non expedit ("det gagnar inte") i vilken han förbjöd sanna katoliker att deltaga i det politiska livet i Italien, eller deltaga i val till parlamentet. Han stängde in sig i Vatikanen och förklarade sig ”fången i Vatikanen”, i öppen vägran att acceptera italiensk lag och beslagtagandet av Kyrkostatens territorier. Påve Pius X lättade dock på förbudet med encyklikan Certum Consilium 1905.
Kyrkostaten var vid sitt fall, till stor del på grund av Giacomo Antonellis vanstyre, även finansiellt undergrävd. Budgeten för år 1868 hade blott 28 845 359 lire i inkomster mot 73 949 803 i utgifter.